# Olsynium
Olsynium é um gênero de plantas perenes rizomatosas dormentes no verão na família do lírio Iridaceae, nativo de encostas ensolaradas na América do Sul e no oeste da América do Norte.

## Descrição
A altura é de 10–40 centímetros (4–16 pol). As folhas são lineares, com 4–30 centímetros (1,6–12 pol) de comprimento e 1–3 milímetros (0,04–0,12 pol) de largura.
As flores são em forma de sino, com seis tépalas brancas, rosas ou lilases, e florescem do final do inverno até a primavera.

## Etimologia
O nome do gênero é derivado das palavras em grego ol, significando "um pouco", e syn-, significando "unido", referindo-se aos estames.

## Taxonomia
O táxon Olsynium era anteriormente considerado parte do gênero Sisyrinchium. As seguintes espécies são reconhecidas no gênero Olsynium:
- Olsynium acaule (Klatt) Goldblatt - Peru, Bolívia, noroeste da Argentina
- Olsynium andinum (Phil.) Ravenna - Chile central, Província de Neuquén na Argentina
- Olsynium biflorum (Thunb.) Goldblatt - Províncias de Santa Cruz e Tierra del Fuego no sul da Argentina
- Olsynium bodenbenderi (Kurtz) Goldblatt - Província de Mendoza na Argentina
- Olsynium chrysochromum J.M.Watson & A.R.Flores - Chile central
- Olsynium douglasii (A.Dietr.) E.P.Bicknell - Colúmbia Britânica, Washington, Oregon, extremo norte da Califórnia, Idaho, norte de Nevada, noroeste de Utah
- Olsynium filifolium (Gaudich.) Goldblatt - sul da Argentina, Ilhas Falkland
- Olsynium junceum (E.Mey. ex C.Presl) Goldblatt - Bolívia, Argentina, Chile
- Olsynium lyckholmii (Dusén) Goldblatt - Chile central, sul da Argentina
- Olsynium nigricans (Phil.) R.A.Rodr. & Martic. - Província de Maule no Chile
- Olsynium obscurum (Cav.) Goldblatt - sul do Chile, Província de Tierra del Fuego na Argentina
- Olsynium philippii (Klatt) Goldblatt - Chile central
- Olsynium porphyreum (Kraenzl.) Ravenna - Peru
- Olsynium scirpoideum (Poepp.) Goldblatt - Chile central e norte, Província de Rio Negro na Argentina
- Olsynium stoloniferum Ravenna - Província de O'Higgins no Chile
- Olsynium trinerve (Baker) R.A.Rodr. & Martic. - Costa Rica, Venezuela, Colômbia, Equador, Peru, Bolívia, norte do Chile
- Olsynium villosum Ravenna - Província de Santiago no Chile